# Elezioni federali in Canada del 2004
Le elezioni federali in Canada del 2004 si tennero il 28 giugno per il rinnovo della Camera dei comuni.

## Risultati
| Liste                                             | Voti       | %     | Seggi |
| ------------------------------------------------- | ---------- | ----- | ----- |
| Partito Liberale del Canada                       | 4 982 220  | 36,73 | 135   |
| Partito Conservatore del Canada                   | 4 019 498  | 29,63 | 99    |
| Nuovo Partito Democratico                         | 2 127 403  | 15,68 | 19    |
| Blocco del Québec                                 | 1 680 109  | 12,39 | 54    |
| Partito Verde del Canada                          | 582 247    | 4,29  | –     |
| Partito della Tradizione Cristiana del Canada     | 40 335     | 0,30  | –     |
| Partito Marijuana                                 | 33 276     | 0,25  | –     |
| Partito Progressista del Canada                   | 10 872     | 0,08  | –     |
| Partito d'Azione Canadese                         | 8 807      | 0,06  | –     |
| Partito Comunista del Canada (Marxista-Leninista) | 8 696      | 0,06  | –     |
| Partito Comunista del Canada                      | 4 426      | 0,03  | –     |
| Partito Libertariano del Canada                   | 1 949      | 0,01  | –     |
| Indipendenti e altri                              | 64 864     | 0,48  | 1     |
| Totale                                            | 13 564 702 | 100   | 308   |